# 莫凱勒米山 (加利福尼亞州)
莫凱勒米山（英語：Mokelumne Hill）是位於美國加利福尼亞州卡拉韋拉斯縣的一個人口普查指定地區。

## 地理
莫凱勒米山的座標為38°18′02″N 120°42′23″W / 38.30056°N 120.70639°W，而該地最高點為海拔高度449米（即1473英尺）。

## 人口
根據2010年美國人口普查的數據，莫凱勒米山的面積為7.981平方千米，當中陸地面積為7.974平方千米，而水域面積為0.007平方千米。當地共有人口646人，而人口密度為每平方千米80人。